# Велика лавра
Великата лавра (на гръцки: Μονή της Μεγίστης Λαύρας) е православен манастир, пръв в йерархията на светогорските манастири, запазил това първенство през цялото си съществуване заради благосъстоянието си и ценностите, които съхранява. Разположен е в югоизточния край на полуостров Света гора, върху стръмна, висока 150 метра скала в подножието на планината Атон.

## История
Манастирът е основан през 963 година от монаха Свети Атанасий Атонски, родом от град Трабзон. Първи ктитор на манастира е византийският император Никифор II Фока, който възнамерявал да абдикира от трона, но е убит през 969 година. След него средства за манастира дарява и император Йоан Цимисхи. Свети Атанасий Атонски се счита за основател на атонската монашеска общност.
Великата лавра е най-старият и най-голям манастир в Света гора, подслонил 317 монаси през 1990 година. В центъра на манастира е разположен главният храм (католикон) „Свети Атанасий Атонски“ с два параклиса, посветени на светите четиридесет мъченици и свети Николай. В чертите на манастира са разположени магерницата, столовата, библиотеката. В четирите края на манастира са разположени монашеските килии, помещенията за гости и параклиси. В манастира има общо 37 параклиса. Библиотеката на Великата Лавра съдържа 2046 ръкописа, 165 ръкописни книги и 30 000 печатни книги.
Стенописите вероятно са дело на видния зограф Франкос Кателанос.
- „Разпятие“, стенопис в католикона, 1535 г., Теофан Критски
- Зографският надпис и стенописи в католикона, 1535 г., Теофан Критски

## Скитове на манастира
На манастира Великата лавра са подчинени няколко монашески скита: Свети Йоан Предтеча, Катунакия, Карулия, Кафсокаливия, Света Анна и Мала Света Анна.

## Реликви
В манастира се пазят и много реликви, като част от плащеницата на Исус Христос и мощи на много светци.